# Daviscupový tým Nizozemska
Daviscupový tým Nizozemska reprezentuje Nizozemsko v Davisově poháru od roku 1920 pod vedením národního tenisového svazu Koninklijke Nederlandse Lawn Tennis Bond.
Nejlepším výsledkem se stala finálová účast v roce 2024.

## Historie
Nizozemsko v soutěži debutovalo v roce 1920, kdy ve čtvrtfinále porazilo Jižní Afriku a následně nenastoupilo k utkání s Kanadou. Po vzniku evropského pásma v roce 1923 se do jeho finále poprvé probojovalo v 1925, po výhrách nad Československem, Švédskem a koloniální Indii. V pásmovém finále ale podlehlo Francii, když v soupeřově týmu startovali tenisté označovaní za mušketýry. 
V roce 1981, kdy byl zaveden formát Světové skupiny, hráli Nizozemci podruhé zonální finále evropského pásma, které zůstalo zachováno. V Jūrmale ale hladce prohráli se Sovětským svazem. Světová čtvrtfinále si zahráli v letech 1993, 1994, 1995, 1997, 2004 a 2005. Daviscupovým maximem se stalo světové semifinále z roku 2001. Postup zajistili především Raemon Sluiter a Sjeng Schalken. Na cestě do něj vyřadili španělské obhájce s Ferrerem a Moyou v sestavě a ve čtvrtfinále Německo vedené Kieferem. Do přímého souboje o salátovou mísu však Nizozemce v rotterdamské Ahoy aréně nepustila Francie.
Po zavedení finálového turnaje v roce 2019 do něj nizozemský výběr poprvé postoupil v úvodním ročníku zvládnutou ostravskou kvalifikací proti Česku. Účast ve skupinové fázi finále následovala v roce 2022 a debutový postup do vyřazovací fáze v ročníku 2023.

## Statistiky

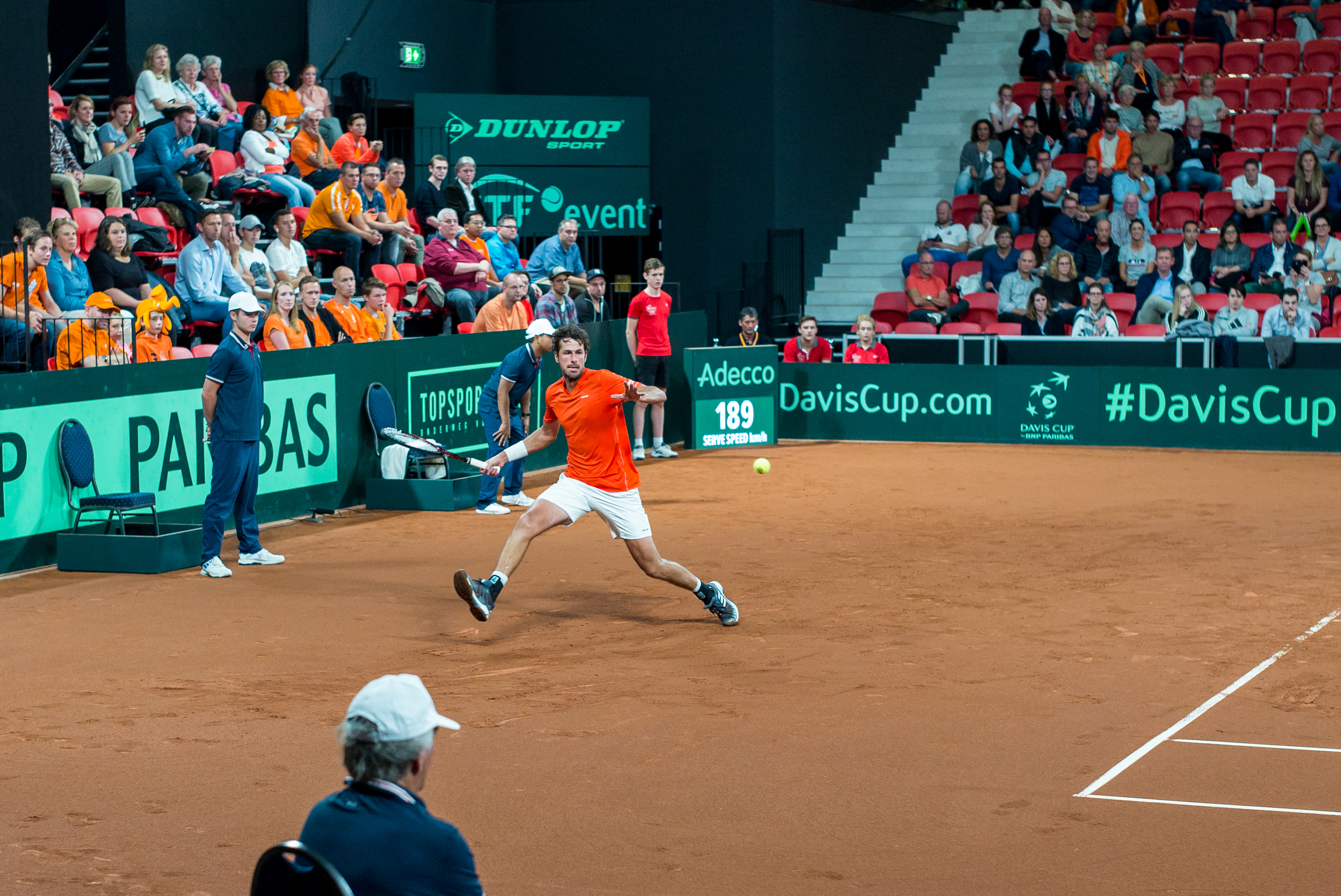
Robin Haase v haagské světové baráži 2017 proti Česku

Hráčským týmovým statistikám vévodí Hendrik Timmer, aktivní ve 20. a 30. letech dvacátého století, který vyhrál celkově 43 utkání včetně nejvyššího počtu 32 dvouher. Jeho počet singlových vítězství vyrovnal až Robin Haase, jenž 32 mezistátními zápasy vytvořil nizozemské maximum. Rekordních 16 čtyřher vyhrál Paul Haarhuis, který zasáhl i do nejvyššího počtu šestnácti ročníků soutěže.
Minimálně dvacet vyhraných zápasů zaznamenali Hendrik Timmer, Robin Haase, Paul Haarhuis, Arthur Diemer Kool, Sjeng Schalken a Michiel Schapers. V 16 letech a 357 dnech se nejmladším Nizozemcem, který zasáhl do soutěže, stal Eric Wilborts. V červnu 1981 nastoupil do dvouher evropského pásma proti Irsku. Naopak jako nejstarší utkání odehrál Christiaan van Lennep ve 41 letech a 171 dnech, když se představil ve čtyřhře červnového semifinále evropského pásma 1928 na Štvanici proti Československu.
Nejdelší nizozemské utkání trvalo 4 hodiny a 55 minut. V semifinále Světové skupiny 2001 v něm Francouz Nicolas Escudé porazil Sjeng Schalkena po pětisetovém průběhu 6–7, 7–6, 4–6, 7–6 a 8–6. Nejvyšší počet 233 gamů Nizozemci odehráli v úvodním kole 1. skupiny euroafrické zóny 2011 proti Ukrajině, s výsledkem zápasů 3:2. Tři z pěti charkovských utkání měla pětisetový průběh. Obrat se stavu 0:2 na zápasy se Nizozemsku podařil dvakrát, a to na úvod Světové skupiny 1997 proti Rumunsku a poté i ve světové baráži 2017 s Českem.

## Chronologie výsledků

### 2019–2029
| Rok  | úroveň                            | datum             | místo                       | povrch     | soupeř         | skóre | výsledek |
| ---- | --------------------------------- | ----------------- | --------------------------- | ---------- | -------------- | ----- | -------- |
| 2019 | Kvalifikační kolo                 | 1.–2. února       | Ostrava, Česko              | tvrdý (h)  | Česko          | 2–1   | výhra    |
| 2019 | Finálový turnaj, základní skupina | 19. listopadu     | Madrid, Španělsko           | tvrdý (h)  | Kazachstán     | 1–2   | prohra   |
| 2019 | Finálový turnaj, základní skupina | 20. listopadu     | Madrid, Španělsko           | tvrdý (h)  | Velká Británie | 1–2   | prohra   |
| 2021 | Kvalifikační kolo                 | 6.–7. března 2020 | Nur-Sultan, Kazachstán      | tvrdý (h)  | Kazachstán     | 1–3   | prohra   |
| 2021 | 1. světová skupina                | 18.–19. září 2021 | Montevideo, Uruguay         | antuka     | Uruguay        | 4–0   | výhra    |
| 2022 | Kvalifikační kolo                 | 4.–5. března      | Haag, Nizozemí              | antuka (h) | Kanada         | 4–0   | výhra    |
| 2022 | Finálový turnaj, základní skupina | 13. září          | Glasgow, Spojené království | tvrdý (h)  | Kazachstán     | 2–1   | výhra    |
| 2022 | Finálový turnaj, základní skupina | 16. září          | Glasgow, Spojené království | tvrdý (h)  | Velká Británie | 2–1   | výhra    |
| 2022 | Finálový turnaj, základní skupina | 17. září          | Glasgow, Spojené království | tvrdý (h)  | Spojené státy  | 2–1   | výhra    |
| 2022 | Finálový turnaj, čtvrtfinále      | 22. listopadu     | Malaga, Španělsko           | tvrdý (h)  | Austrálie      | 0–2   | prohra   |
| 2023 | Kvalifikační kolo                 | 4.–5. února       | Groningen, Nizozemko        | tvrdý (h)  | Slovensko      | 4–0   | výhra    |
| 2023 | Finálový turnaj, základní skupina | 12. září          | Split, Chorvatsko           | tvrdý (h)  | Finsko         | 2–1   | výhra    |
| 2023 | Finálový turnaj, základní skupina | 14. září          | Split, Chorvatsko           | tvrdý (h)  | Spojené státy  | 2–1   | výhra    |
| 2023 | Finálový turnaj, základní skupina | 17. září          | Split, Chorvatsko           | tvrdý (h)  | Chorvatsko     | 1–2   | prohra   |
| 2023 | Finálový turnaj, čtvrtfinále      | 23. listopadu     | Malaga, Španělsko           | tvrdý (h)  | Itálie         | 1–2   | prohra   |
| 2024 | Kvalifikační kolo                 | 2.–3. února       | Groningen, Nizozemko        | tvrdý (h)  | Švýcarsko      | 3–2   | výhra    |
| 2024 | Finálový turnaj, základní skupina | 10. září          | Bologna, Itálie             | tvrdý (h)  | Belgie         | 1–2   | prohra   |
| 2024 | Finálový turnaj, základní skupina | 12. září          | Bologna, Itálie             | tvrdý (h)  | Brazílie       | 2–1   | výhra    |
| 2024 | Finálový turnaj, základní skupina | 15. září          | Bologna, Itálie             | tvrdý (h)  | Itálie         | 1–2   | prohra   |
| 2024 | Finálový turnaj, čtvrtfinále      | 19. listopadu     | Malaga, Španělsko           | tvrdý (h)  | Španělsko      | 2–1   | výhra    |
| 2024 | Finálový turnaj, semifinále       | 22. listopadu     | Malaga, Španělsko           | tvrdý (h)  | Německo        | 2–0   | výhra    |
| 2024 | Finálový turnaj, finále           | 24. listopadu     | Malaga, Španělsko           | tvrdý (h)  | Itálie         | 1–2   | porážka  |

## Složení týmu
| Rok  | Členové týmu      | Členové týmu            | Členové týmu      | Členové týmu      |
| ---- | ----------------- | ----------------------- | ----------------- | ----------------- |
| 2023 | Tallon Griekspoor | Botic van de Zandschulp | Tim van Rijthoven | Gijs Brouwer      |
| 2023 | Wesley Koolhof    | Matwé Middelkoop        | Jean-Julien Rojer | —                 |
| 2024 | Tallon Griekspoor | Botic van de Zandschulp | Wesley Koolhof    | Jean-Julien Rojer |
| 2024 | Jesper de Jong    | Robin Haase             | Matwé Middelkoop  | —                 |